# Bahnstrecke Ploërmel–La Brohinière
| Bahnhof Gaël |                      |                                     |                                   |
| Streckennummer (SNCF): | 472 000              |                                     |                                   |
| Streckenlänge: | 41 km                |                                     |                                   |
| Spurweite: | 1435 mm (Normalspur) |                                     |                                   |
| Maximale Neigung: | 15 ‰                 |                                     |                                   |
| |                      |                                     |                                   |
| \| \| \| Kilometrierung ab Questembert \| \| \| \| \| Bahnstrecke Questembert–Ploërmel \| von Questembert \| \| \| \| Chemins de fer du Morbihan (CM) \| \| \| \| \| Bahnstrecke Châteaubriant–Ploërmel \| von Châteaubriant \| \| \| \| Bhf. Ploërmel der CM \| \| \| \| 33,173 \| Ploërmel ⊙ \| Ploërmel ⊙ \| \| \| 39,858 \| Loyat ⊙ (39 m) \| Loyat ⊙ (39 m) \| \| \| 47,3xx \| Néant – Bois-de-la-Roche ⊙ (58 m) \| Néant – Bois-de-la-Roche ⊙ (58 m) \| \| \| 52,150 \| Ende stillgelegter Abschnitt \| Ende stillgelegter Abschnitt \| \| \| 54.073 \| Mauron ⊙ (64 m) \| Mauron ⊙ (64 m) \| \| \| \| Anschluss Umschlagzentrum \| \| \| \| 61,140 \| Gaël ⊙ (72 m) \| Gaël ⊙ (72 m) \| \| \| \| Bahnstrecke Saint-Méen–Loudéac (RB) \| nach Loudéac \| \| \| 68.189 \| Saint-Méen ⊙ (110 m) \| Saint-Méen ⊙ (110 m) \| \| \| \| Anschluss Industriegebiet \| \| \| \| \| Bahnstrecke Paris–Brest \| nach Brest \| \| \| \| Bahnstrecke La Brohinière–Dinan \| nach Dinan \| \| \| 74,806410,579 \| La Brohinière ⊙ (79 m) \| La Brohinière ⊙ (79 m) \| \| \| \| Bahnstrecke Paris–Brest \| nach Paris-Mp \| |                      |                                     |                                   |
| Strecke (außer Betrieb) |                      | Kilometrierung ab Questembert       | Kilometrierung ab Questembert     |
| Strecke (außer Betrieb) |                      | Bahnstrecke Questembert–Ploërmel    | von Questembert                   |
| Strecke (außer Betrieb) · Strecke von links (außer Betrieb) |                      | Chemins de fer du Morbihan (CM)     | Chemins de fer du Morbihan (CM)   |
| Strecke quer (außer Betrieb) · Abzweig geradeaus und von rechts (Strecke außer Betrieb) · Strecke (außer Betrieb) |                      | Bahnstrecke Châteaubriant–Ploërmel  | von Châteaubriant                 |
| Strecke (außer Betrieb) · Kopfbahnhof Streckenende (Strecke außer Betrieb) |                      | Bhf. Ploërmel der CM                | Bhf. Ploërmel der CM              |
| Bahnhof (Strecke außer Betrieb) | 33,173               | Ploërmel ⊙                          | Ploërmel ⊙                        |
| Bahnhof (Strecke außer Betrieb) | 39,858               | Loyat ⊙ (39 m)                      | Loyat ⊙ (39 m)                    |
| Bahnhof (Strecke außer Betrieb) | 47,3xx               | Néant – Bois-de-la-Roche ⊙ (58 m)   | Néant – Bois-de-la-Roche ⊙ (58 m) |
| | 52,150               | Ende stillgelegter Abschnitt        | Ende stillgelegter Abschnitt      |
| Dienststation / Betriebs- oder Güterbahnhof | 54.073               | Mauron ⊙ (64 m)                     | Mauron ⊙ (64 m)                   |
| Abzweig geradeaus und von links |                      | Anschluss Umschlagzentrum           | Anschluss Umschlagzentrum         |
| Dienststation / Betriebs- oder Güterbahnhof | 61,140               | Gaël ⊙ (72 m)                       | Gaël ⊙ (72 m)                     |
| Strecke von links (außer Betrieb) · Kreuzung (Querstrecke außer Betrieb) · Strecke quer (außer Betrieb) |                      | Bahnstrecke Saint-Méen–Loudéac (RB) | nach Loudéac                      |
| Bahnhof (Strecke außer Betrieb) · Dienststation / Betriebs- oder Güterbahnhof | 68.189               | Saint-Méen ⊙ (110 m)                | Saint-Méen ⊙ (110 m)              |
| Kreuzung (Strecke geradeaus außer Betrieb) · Abzweig geradeaus und nach rechts |                      | Anschluss Industriegebiet           | Anschluss Industriegebiet         |
| Strecke (außer Betrieb) · Strecke · Strecke von links |                      | Bahnstrecke Paris–Brest             | nach Brest                        |
| Strecke (außer Betrieb) · Abzweig geradeaus und von links · Abzweig ehemals quer und nach rechts |                      | Bahnstrecke La Brohinière–Dinan     | nach Dinan                        |
| Kopfbahnhof Streckenende (Strecke außer Betrieb) · Bahnhof | 74,806410,579        | La Brohinière ⊙ (79 m)              | La Brohinière ⊙ (79 m)            |
| Strecke |                      | Bahnstrecke Paris–Brest             | nach Paris-Mp                     |

Die Bahnstrecke Ploërmel–La Brohinière ist eine französische Bahnstrecke in Normalspur, die von Ploërmel zum Bahnhof La Brohinière an der Bahnstrecke Paris–Brest führte. Heute ist sie noch zwischen Mauron im Département Morbihan und La Brohinière, der in der Gemeinde Montauban-de-Bretagne im Département Ille-et-Vilaine liegt, im Güterverkehr in Betrieb. Infrastrukturbetreiber der eingleisigen und nicht elektrifizierten Strecke ist SNCF Réseau.

## Geschichte

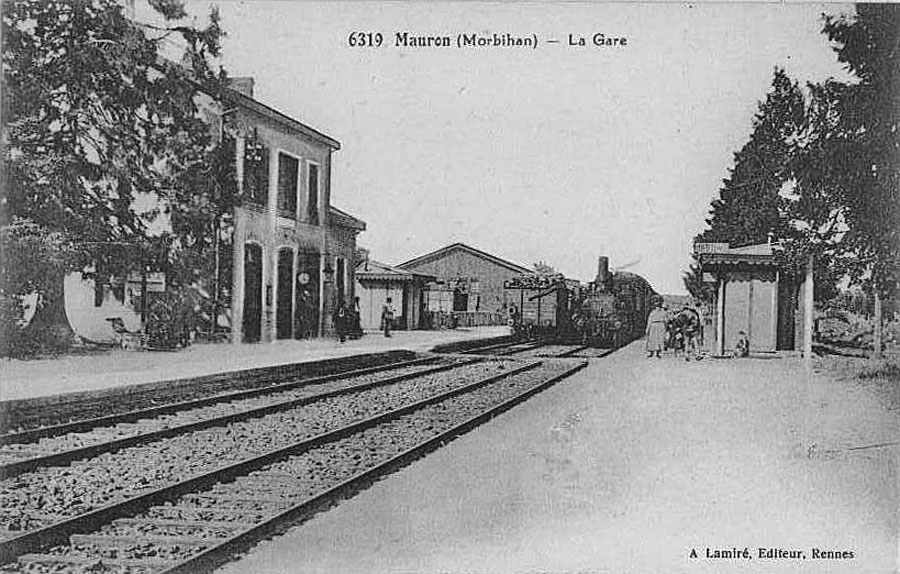
Bahnhof Mauron, Anfang 20. Jahrhundert.

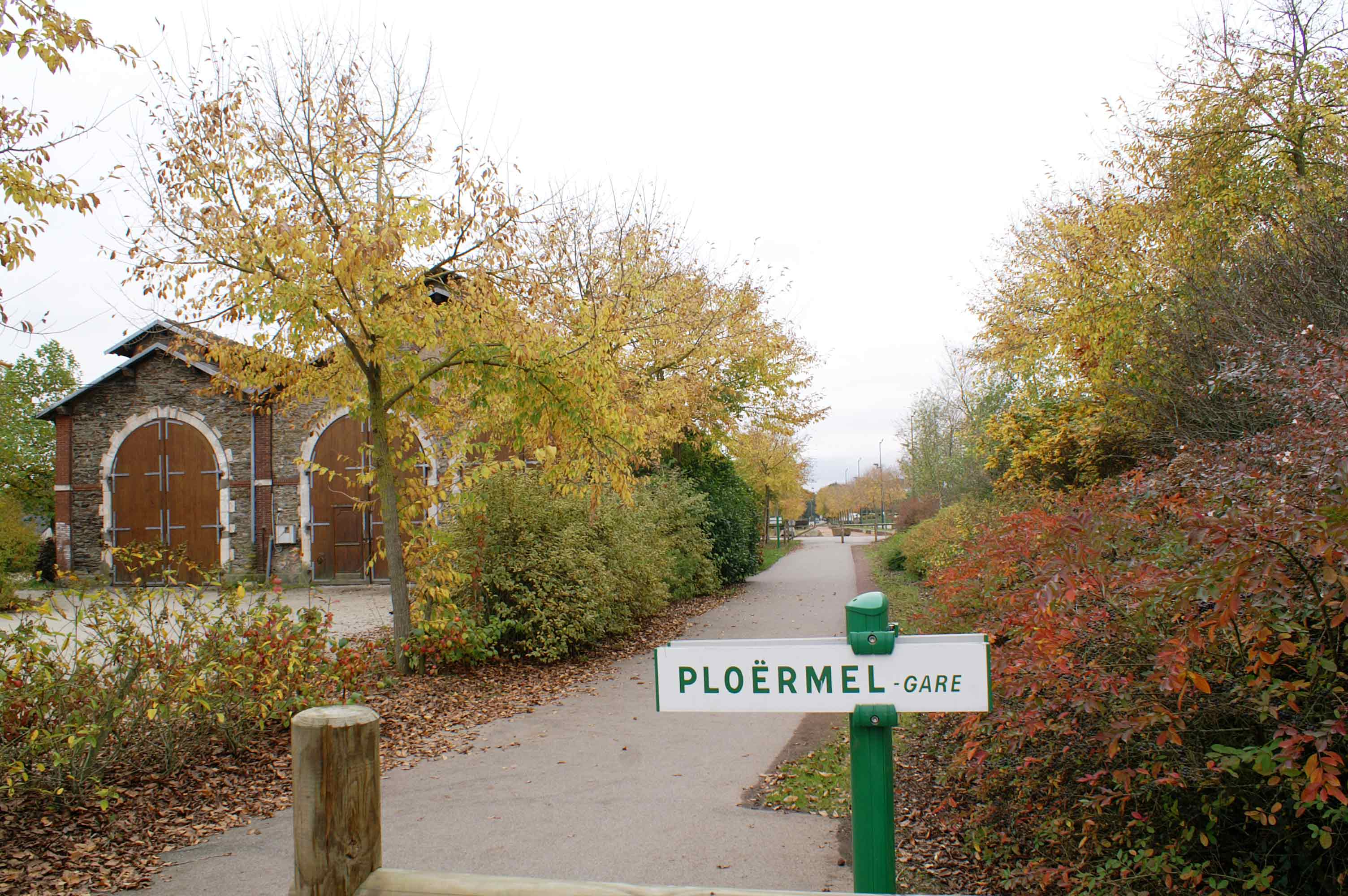
Radwanderweg auf Bahntrasse in Ploërmel

### 1878–1993
Das Öffentliche Interesse an der Bahnstrecke wurde am 13. Juni 1878 festgestellt (Déclaration d'utilité publique). Am 17. Juli 1883 wurde eine Vereinbarung zwischen der Compagnie des chemins de fer de l'Ouest (Ouest) und dem Ministerium für öffentliche Arbeiten (Traveux public) unterzeichnet und am 20. November per Gesetz bestätigt, die die Ouest mit dem Betrieb beauftragte. Der Bau erfolgte auf Staatskosten, das Unternehmen erhielt jährliche Unterstützungen. Der Betrieb wurde am 6. April 1884 aufgenommen.
1909 wurde die Bahngesellschaft mit ihren Strecken von den Etat übernommen und ging 1938 an die SNCF über. 1997 bis 2014 gehörte die Infrastruktur zum RFF, seit 2015 zu SNCF Réseau.
In der zweiten Hälfte des 20. Jahrhunderts folgten schrittweise Schließungen; die Empfangsgebäude und die Wärterhäuser entlang der Strecke wurden verkauft. 1971 endete der Personenverkehr. 1993 wurde der Abschnitt Ploërmel–Mauron außer Betrieb genommen und am 17. Oktober 1994 gleichzeitig mit der Bahnstrecke Questembert–Ploërmel offiziell stillgelegt; sie wurden vom Département aufgekauft und bilden heute den Radwanderweg Questembert–Mauron. 1998 wurde der Güterverkehr auf dem Reststück aufgegeben; die Strecke blieb hier jedoch erhalten.

### Reaktivierung von La Brohinière nach Mauron
2005 wurde beschlossen, ein Logistikzentrum in Gaël einzurichten, womit der Anstoß für eine Wiedereröffnung des Güterverkehrs gegeben war. Nach intensiven Verhandlungen wurde die Strecke abschnittsweise wieder instand gesetzt. Der erste Güterzug fuhr am 31. März 2009 bis Saint-Méen-le-Grand. Gaël wurde am 18. März 2013 wieder erreicht. Die Verlängerung nach Mauron war Ende 2015 immer noch „in Vorbereitung“ (en gestation).
Regelmäßiger Güterverkehr konnte auf dem Abschnitt südlich von Saint-Méen-le-Grand jedoch nicht etabliert werden. Nach einzelnen Fahrten im Jahr 2013 ist die Teilstrecke von dort nach Gaël wieder ungenutzt.